# Пшивидз (гмина)
Пши́видз (пол. Przywidz, кашуб. Przëwidz) — сельская гмина (волость) в Польше, входит как административная единица в Гданьский повет, Поморское воеводство. Население — 5061 человек (на 2004 год).

## Демография
| Перепись                       | Всего   | Всего | Женщины | Женщины | Мужчины | Мужчины |
| ------------------------------ | ------- | ----- | ------- | ------- | ------- | ------- |
| Единицы                        | человек | %     | человек | %       | человек | %       |
| Население                      | 5061    | 100   | 2434    | 48,1    | 2627    | 51,9    |
| Плотность населения (чел./км²) | 39      | 39    | 18,8    | 18,8    | 20,3    | 20,3    |

## Соседние гмины
1. Гмина Кольбуды
2. Гмина Нова-Карчма
3. Гмина Скаршевы
4. Гмина Сомонино
5. Гмина Тромбки-Вельке
6. Гмина Жуково